# Liberale Partij van Zwitserland
De Liberale Partij van Zwitserland (Duits: Liberale Partei der Schweiz, Frans: Parti Libéral Suisse) was een conservatief-liberale partij in Zwitserland die vooral aanhangers had in de protestantse Franstalige kantons (met name het kanton Genève) en het kanton Bazel-Stad.

## Geschiedenis
Vanaf de stichting van de Bondsrepubliek Zwitserland in 1848 waren de conservatieve liberalen in het Zwitserse parlement vertegenwoordigd. In tegenstelling tot de radicalen of vrijzinnigen waren de conservatieve liberalen voorstanders van een federaal Zwitserland met veel autonomie voor de kantons. Daarnaast behartigden de conservatieve liberalen vooral de belangen van de stedelijke elite terwijl de vrijzinnigen zich meer op de middenklasse richtten. Meestal waren de conservatieve liberalen met ca. 15 afgevaardigden in de Nationale Raad.
In 1894 gingen de meeste conservatieve liberalen op in de nieuw opgerichte Vrijzinnig Democratische Partij. Een aantal conservatieve liberalen waren het hier niet mee eens en de Liberaal-Democratische fractie in het parlement ontstond. Later, in het begin van de 20e eeuw, werd de Liberale Partij van Zwitserland opgericht. Tussen 1917 en 1919 was de LPS in de Bondsraad (regering) vertegenwoordigd in de persoon van Gustave Ador. In het interbellum had de partij meestal maar 6 zetels in de Nationale Raad, na de Tweede Wereldoorlog boekte de afwisselend nederlagen en overwinningen.
De LPS richtte zich vooral op de hogere middenklasse en de stedelijke elite in de protestantse Franstalige kantons (Genève, Vaud en Neuchâtel) en in het kanton Bazel-Stad. Minder groot, maar toch van belang is de partij in de kantons Basel-Landschaft, Bern, Fribourg, Wallis en Zürich.
In de jaren 1980 en 1990 leed de partij veel verkiezingsnederlagen, zowel op kantonnaal als op federaal vlak. Dit kwam vooral omdat de FDP verder naar rechts opschoof en door de opkomst van de (rechtse) Zwitserse Volkspartij in de Franstalige kantons. In sommige kantons verloor de LPS zelfs alle zetels in de kantonsparlementen. In Wallis heeft de LPS echter twee zetels in het kantonsparlement behouden.
Bij de parlementsverkiezingen van 19 oktober 2003 verkreeg de LPS 2,2% van de stemmen, goed voor 4 zetels in de Nationale Raad. Dit was een achteruitgang van twee zetels ten opzichte van de verkiezingen van 1999. De twee kandidaten voor de kantons Neuchâtel en Bazel-Stad (bolwerken van de LPS!) werden niet gekozen. De kandidaten uit Genève en Vaud werden wel gekozen.
Bij de parlementsverkiezingen van 21 oktober 2007 ging de LPS er weliswaar procentueel op achteruit, maar wist haar vier zetels in de Nationale Raad wel te behouden. Het is de eerste keer in jaren dat de LPS bij de verkiezingen geen zetels inlevert.
De vrijzinnigen en de liberalen vormden een gezamenlijke fractie in de Nationale Raad en besloten op 28 februari 2009 te fuseren tot de Vrijzinnig-Democratische Partij.De Liberalen. Al in maart 2007 waren de vrouwenbewegingen van de beide partijen gefuseerd en de Jonge Liberalen fuseerden op 12 april 2008 met de Jonge Vrijzinnigen, de jeugdpartij van de FDP/PRD.
Op katonsniveau besloten de Liberale Partijen van Bazel-Stad, Genève en Vaud zelfstandig te blijven. In de andere kantons gingen de Liberale Partijen op in de FDP.Die Liberalen. De federale parlementsleden namens de Liberale kantonspartijen van Bazel-Stad, Genève en Vaud werden echter wel lid van de FDP-Die Liberalen.

## Fracties
De LPS vormde door de geschiedenis heen fracties met verschillende partijen:
- Liberale en Evangelische Fractie (1975-1979)
- Liberale Fractie (1979-1983)
- LdU-LPS Fractie (1983-1991)
- Liberale Fractie (1991-2003)
- Vrijzinnig-Liberale Fractie (2003-2008)

## Jeugdbeweging
De jeugdbeweging van de LPS was de Jungliberalen der Schweiz/ Jeunes libéraux suisses (Jonge Liberalen van Zwitserland) en stond onder leiding van Pierre-Guillaume Kopp. De JLS kende vijf kantonnale afdelingen: Jeunes libéraux genevois (Jonge Liberalen Genève), Jeunes libéraux neuchâtelois (Jonge Liberalen Neuchâtel), Jeunes libéraux valaisans (Jonge Liberalen Wallis), Jeunes libéraux vaudois (Jonge Liberalen Vaud) en Jungliberalen Basel-Stadt (Jong Liberalen Bazel-Stad).

## Voorzitter
Claude Ruey was de laatste voorzitter van de LPS.

## Historische, kantonnale afdelingen
- Liberal-Demokratische Partei Basel-Stadt (LDP) : Bazel-Stad
- Parti libéral genevois (PLG) : Genève
- Parti libéral neuchâtelois (PLN) : Neuchâtel
- Parti libéral vaudois (PLV) : Vaud

## Verkiezingsuitslagen 1987-2007
| Zetelverdeling LPS 1987-2007 Nationale Raad |        |       |         |
| Jaar                                        | Zetels | %     | +/-     |
| 1987                                        | 8      | 2,72  | Stabiel |
| 1991                                        | 10     | 3,04  | 2       |
| 1995                                        | 7      | 2,67% | 3       |
| 1999                                        | 6      | 2,25% | 1       |
| 2003                                        | 4      | 2,18% | 2       |
| 2007                                        | 4      | 1,8%  | Stabiel |

| Zetelverdeling LPS 1987-2007 Kantonsraad |        |
| Jaar                                     | Zetels |
| 1987                                     | 3      |
| 1991                                     | 3      |
| 1995                                     | 2      |
| 1999                                     | 0      |
| 2003                                     | 0      |
| 2007                                     | 0      |